# Emoia mivarti
Emoia mivarti este o specie de șopârle din genul Emoia, familia Scincidae, descrisă de Boulenger 1887.

## Subspecii
Această specie cuprinde următoarele subspecii:
- E. m. obscurum
- E. m. mivarti